# Airbus E-Fan
L'Airbus E-Fan è un prototipo di aereo elettrico sviluppato dal gruppo Airbus. È stato presentato al pubblico durante il Farnborough International Airshow, in Gran Bretagna, a luglio 2014. Questo velivolo è pensato per voli di addestramento.

## Progetto e Sviluppo
La Airbus sta sviluppando l'E-Fan, un aereo a propulsione totalmente elettrica, insieme alla Aero Composite Saintonge. Il velivolo è dotato di batterie al litio per alimentare i due motori elettrici. Durante il Farnborough International Airshow 2014, Airbus ha annunciato che l'E-Fan entrerà in produzione nel 2017 in versione con due posti affiancati. Airbus ha inoltre dichiarato che ha intenzione di sviluppare in futuro un velivolo di concezione simile ma destinato a compagnie aeree regionali. Per la produzione sono previste due varianti, il biposto E-Fan 2.0 per l'addestramento e il quadriposto E-Fan 4.0. Per aumentare l'autonomia, l'E-Fan 4.0 avrà una motorizzazione elettrica-ibrida, con un piccolo motore per ricaricare le batterie, permettendo di estendere il loro utilizzo fino 3,5 ore.
L' E-Fan è un aereo completamente elettrico, monoplano ad ala bassa, bimotore e può portare fino a due persone. La struttura è in materiale composito. Ha la coda a T e il carrello è di tipo tandem retrattile con due ruote laterali a bilanciere. I due motori sono montati su entrambi i lati nella parte posteriore della fusoliera.
L'aereo possiede due eliche intubate a passo variabile alimentate da due motori elettrici; la potenza installata totale è di 60 kW; il fatto che siano intubate aumenta la spinta e riduce il rumore; inoltre la loro posizione centrale garantisce un miglior controllo.
I motori sono alimentati da una serie di accumulatori litio-polimero da 250 volt, costruiti e sviluppati dalla società koreana Kokam. Le batterie sono montate nella sezione interna delle ali e forniscono energia sufficiente per un'ora, dopo di che necessitano di un'ora per ricaricarsi completamente; il velivolo è inoltre dotato di un gruppo di batterie di riserva, per garantire un atterraggio di emergenza nel caso in cui l'energia fornita dalle batterie principali venga a mancare durante il volo.
Il carrello dell' E-Fan è costituito da una ruota di prua e da una centrale, posizionate in linea, entrambe retrattili, e da due ruote laterali, posizionate ognuna al di sotto di ciascun ala. A differenza di molti aerei, il carrello dell' E-Fan è dotato di un motore elettrico autonomo, della potenza di 6 kW, pensato per non dover utilizzare i motori principali in fase di rullaggio; è in grado di accelerare l'aereo fino a 60 km/h (37 mph; 32 kn) in fase di decollo, in modo da ridurre la richiesta di potenza ai motori principali.

## Varianti
E-Fan
Prototipo biposto; E-Fan 2.0
Variante dell' E-Fan con pilota e copilota affiancati; E-Fan 4.0
Variante ibrida a 4 posti; E-Thrust
Variante basata sui principi dell' E-Fan pensata per un jet con 90 posti che operi su scala regionale.